# Comté de Coshocton
Le comté de Coshocton – en anglais : Coshocton County – est un des 88 comtés de l'État de l'Ohio, aux États-Unis.
Son siège est fixé à Coshocton.